# Andrea Garosio
Andrea Garosio, né le 12 juin 1993 à Brescia, est un coureur cycliste italien.

## Biographie
Andrea Garosio commence le cyclisme vers l'âge de sept ans (G2) au sein de la SC Capriolo,.
En 2017 et 2018, il est stagiaire en fin de saison au sein de l'équipe World Tour Bahrain-Merida. Il passe professionnel au sein de l'équipe en 2019.

## Palmarès et résultats

### Palmarès par année
- 2010
  - Trofeo Emilio Paganessi
- 2011
  - Brescia-Monte Magno
  - 3e du Trophée de la ville de Loano
- 2014
  - Coppa d'Inverno
  - 2e du Trophée de la ville de Conegliano
  - 3e du Mémorial Secondo Marziali
- 2015
  - 2e du Trophée MP Filtri
- 2016
  - Coppa Varignana
  - Cronoscalata Gardone Val Trompia-Prati di Caregno
  - Grand Prix de la ville de Bosco Chiesanuova
  - 2e du Trofeo SC Corsanico
  - 3e de Bassano-Monte Grappa
  - 3e du Mémorial Morgan Capretta
- 2017
  - Cirié-Pian della Mussa
  - Gran Premio Chianti Colline d'Elsa
  - Gran Premio Colli Rovescalesi
  - 2e de la Coppa Varignana
  - 3e du Giro del Medio Brenta
  - 3e de la Freccia dei Vini
  - 3e du Trofeo Cav Uff Magni
  - 3e du Trophée MP Filtri
- 2022
  - 3e du Giro del Medio Brenta

### Résultats sur les grands tours

#### Tour d'Italie
1 participation
- 2019 : 98e

### Classements mondiaux
| Année                                 | 2014 | 2015 | 2016 | 2017  | 2018  | 2019  | 2020 | 2021 | 2022 | 2023  | 2024  |
| ------------------------------------- | ---- | ---- | ---- | ----- | ----- | ----- | ---- | ---- | ---- | ----- | ----- |
| Classement mondial                    |      |      | nc   | 1546e | 2204e | 1304e | 744e | 630e | 625e | 2022e | 1226e |
| UCI Europe Tour                       | 742e | nc   | nc   | 985e  | 1462e | 900e  | 596e | 505e | 484e | nc    | nc    |
|                                       |      |      |      |       |       |       |      |      |      |       |       |
| Légende : nc = non classéSource : UCI |      |      |      |       |       |       |      |      |      |       |       |